# 小行星1040
小行星1040（1040 Klumpkea）是一颗围绕太阳公转的小行星。1925年1月20日，班傑明·葉霍夫斯基在阿尔及尔发现了此天体。
該小行星以美國天文學家朵羅西·克隆普克命名。
这颗小行星的绝对星等为10.41等。